# 근대성
근대성(Modernity)이란 근대의 특징을 표현하는 용어이다. 사전적 의미의 근대성이란 봉건적이거나 전제적인 면을 벗어난 성질이나 특징을 의미한다. 근대라는 용어가 결코 좁지 않은 시기를 총람하는 것이므로, 근대성이라는 용어는 전후 문맥에 따라 그 의미를 파악해야 한다. 패션부터 현대전에 이르기까지 상호 관련된 다양한 역사적 프로세스와 문화적 현상을 아우르지만, 종속적인 경험, 그리고 인간 문화, 제도, 정치에 대한 진행 중인 영향을 가리킬 수도 있다.
근대는 역사 시기를 삼등분하는 조건에 대입해, '탈근대'의 개념으로 보기도 한다. 역사 시대의 삼등분이란, 역사를 고대, 중세, 그리고 근대로 나누는 것을 말한다. 이러한 근대는 특히 1870년부터 1910년 사이의 한 시기에 시작된 시기라고 보기도 하고, 오늘날에는 1910년에서 1960년 사이의 시기라고 보기도 한다.
한국의 역사에서 근대는 흔히 1862년부터로 보며, 1862년은 고종의 즉위년도와도 같다. 이 시기부터 흥선대원군의 사회 개혁이 시작되어 소위 세도정치가 막을 내리는 등, 본격적인 근대화의 길에 들어섰다 하여 흔히 이 시기부터 근대로 구분한다. 1802년이나 혹은 그 이후로 보는 견해도 있다.

## 같이 보기
- 생태근대주의
- 후기 근대성
- 대중사회
- 합리화 (사회학)
- 전통사회
- 도시화

## 참고 자료
- Berman, Marshall. 2010. All That Is Solid Melts Into Air: The Experience of Modernity. London and Brooklyn: Verso. ISBN 978-1-84467-644-6

1. ↑  Berman 2010, 15–36.